# Syd Ball
Pour les articles homonymes, voir Ball.
Syd Ball, né le 24 janvier 1950 à Sydney, est un joueur de tennis australien.

## Carrière
Il joue un match de Coupe Davis pour son pays l'Australie en 1974 qu'il remporte contre le Pakistanais Saeed Meer (6-4, 7-5, 16-14)
Finaliste en double à l'Open d'Australie en 1974 avec Bob Giltinan contre la paire Ross Case et Geoff Masters (7-6, 3-6, 4-6).
Cette même année 1974, il atteint les demi-finales du tournoi en simple de Manchester où il est battu par le futur vainqueur, l'américain Jimmy Connors.
Il a atteint une finale en Tournoi Challenger en simple à Perth en 1981.
Il compte une victoire sur Dick Stockton, Manuel Santana et Roscoe Tanner.
Il est le père du joueur de tennis Carsten Ball.

## Parcours dans les tournois duGrand Chelem

### En simple
| Année | Open d'Australie | Open d'Australie | Internationaux de France | Internationaux de France | Wimbledon       | Wimbledon         | US Open         | US Open  | Open d'Australie | Open d'Australie |
| ----- | ---------------- | ---------------- | ------------------------ | ------------------------ | --------------- | ----------------- | --------------- | -------- | ---------------- | ---------------- |
| 1968  | 1er tour (1/32)  | I. Fletcher      | —                        | —                        | —               | —                 | —               | —        | n.o.             | n.o.             |
| 1969  | 1er tour (1/32)  | R. Keldie        | —                        | —                        | —               | —                 | —               | —        | n.o.             | n.o.             |
| 1970  | 1er tour (1/32)  | T. Gorman        | —                        | —                        | 1er tour (1/64) | M. Orantes        | —               | —        | n.o.             | n.o.             |
| 1971  | 2e tour (1/16)   | D. Ralston       | 1er tour (1/64)          | G. Goven                 | 1er tour (1/64) | A. Fox            | —               | —        | n.o.             | n.o.             |
| 1972  | 1er tour (1/32)  | J. James         | —                        | —                        | 2e tour (1/32)  | B. Phillips-Moore | —               | —        | n.o.             | n.o.             |
| 1973  | 2e tour (1/16)   | T. Kakulia       | —                        | —                        | 2e tour (1/32)  | S. Baranyi        | —               | —        | n.o.             | n.o.             |
| 1974  | 1/8 de finale    | J. Connors       | —                        | —                        | 1er tour (1/64) | B. Mottram        | 1/8 de finale   | S. Smith | n.o.             | n.o.             |
| 1975  | 1er tour (1/32)  | A. Metreveli     | —                        | —                        | 1er tour (1/64) | H. Hose           | 3e tour (1/16)  | J. Kodeš | n.o.             | n.o.             |
| 1976  | 1/8 de finale    | K. Rosewall      | —                        | —                        | 1er tour (1/64) | T. Roche          | 1er tour (1/64) | S. Smith | n.o.             | n.o.             |
| 1977  | 1er tour (1/32)  | K. Rosewall      | —                        | —                        | —               | —                 | —               | —        | 1er tour (1/32)  | J. Lloyd         |
| 1978  | n.o.             | n.o.             | —                        | —                        | —               | —                 | —               | —        | —                | —                |
| 1979  | n.o.             | n.o.             | —                        | —                        | —               | —                 | —               | —        | 1/8 de finale    | R. Frawley       |
| 1980  | n.o.             | n.o.             | —                        | —                        | 1er tour (1/64) | P. Feigl          | —               | —        | 2e tour (1/16)   | B. Gottfried     |
| 1981  | n.o.             | n.o.             | —                        | —                        | —               | —                 | 1er tour (1/64) | J. Arias | 2e tour (1/16)   | M. Edmondson     |
| 1982  | n.o.             | n.o.             | —                        | —                        | 1er tour (1/64) | E. Fromm          | —               | —        | 2e tour (1/32)   | G. Forget        |

N.B. : à droite du résultat se trouve le nom de l'ultime adversaire.

### En double
| 1969 | 1er tour (1/16) B. Giltinan \|\| style="text-align:left;" \| B. Bowrey R. Ruffels  | 1er tour (1/64) B. Giltinan \|\| style="text-align:left;" \| J. Kodeš J. Kukal | 1er tour (1/32) B. Giltinan \|\| style="text-align:left;" \| B. Fairlie O. Parun | —                                                                                   | —                                                                                  | n.o.                                                                                | n.o.                                                                            |                                                                               |
| 1970 | 1/2 finale B. Giltinan \|\| style="text-align:left;" \| J. Alexander P. Dent       | —                                                                              | —                                                                                | 1er tour (1/32) B. Giltinan \|\| style="text-align:left;" \| P. Barthes N. Pilić    | —                                                                                  | —                                                                                   | n.o.                                                                            | n.o.                                                                          |
| 1971 | 1/8 de finale B. Giltinan \|\| style="text-align:left;" \| B. Bowrey O. Davidson   | 3e tour (1/16) G. Masters \|\| style="text-align:left;" \| D. Crealy A. Stone  | 1er tour (1/32) G. Masters \|\| style="text-align:left;" \| S. Baranyi P. Szőke  | —                                                                                   | —                                                                                  | n.o.                                                                                | n.o.                                                                            |                                                                               |
| 1972 | 1/4 de finale J. Bartlett \|\| style="text-align:left;" \| J. Newcombe T. Roche    | —                                                                              | —                                                                                | 1er tour (1/32) J. Bartlett \|\| style="text-align:left;" \| P. Gerken B. Gottfried | —                                                                                  | —                                                                                   | n.o.                                                                            | n.o.                                                                          |
| 1973 | 1/8 de finale B. Giltinan \|\| style="text-align:left;" \| M. Anderson J. Newcombe | —                                                                              | —                                                                                | 1er tour (1/32) B. Giltinan \|\| style="text-align:left;" \| A. McDonald J. Simpson | —                                                                                  | —                                                                                   | n.o.                                                                            | n.o.                                                                          |
| 1974 | Finale B. Giltinan                                                                 | R. Case G. Masters                                                             | —                                                                                | —                                                                                   | 1/8 de finale B. Giltinan \|\| style="text-align:left;" \| J. Alexander P. Dent    | 1/2 finale R. Keldie \|\| style="text-align:left;" \| R. Lutz S. Smith              | n.o.                                                                            | n.o.                                                                          |
| 1975 | 1/2 finale K. Warwick \|\| style="text-align:left;" \| J. Alexander P. Dent        | —                                                                              | —                                                                                | 1er tour (1/32) R. Carmichael \|\| style="text-align:left;" \| J. Alexander P. Dent | 1/8 de finale K. Warwick \|\| style="text-align:left;" \| F. McNair S. Stewart     | n.o.                                                                                | n.o.                                                                            |                                                                               |
| 1976 | 1/4 de finale K. Warwick \|\| style="text-align:left;" \| J. Newcombe T. Roche     | —                                                                              | —                                                                                | 1/4 de finale N. Pilić \|\| style="text-align:left;" \| R. Lutz S. Smith            | 1er tour (1/32) K. Warwick \|\| style="text-align:left;" \| R. Case G. Masters     | n.o.                                                                                | n.o.                                                                            |                                                                               |
| 1977 | 1/4 de finale K. Warwick \|\| style="text-align:left;" \| S. Stewart B. Hewitt     | —                                                                              | —                                                                                | 1/4 de finale K. Warwick \|\| style="text-align:left;" \| J. Alexander P. Dent      | 1/2 finale K. Warwick \|\| style="text-align:left;" \| R. Ramírez B. Gottfried     | 1/8 de finale K. Warwick \|\| style="text-align:left;" \| R. Drysdale R. Lewis      |                                                                                 |                                                                               |
| 1978 | n.o.                                                                               | n.o.                                                                           | —                                                                                | —                                                                                   | 1/8 de finale K. Warwick \|\| style="text-align:left;" \| W. Fibak T. Okker        | —                                                                                   | —                                                                               | 1/2 finale R. Carmichael \|\| style="text-align:left;" \| W. Fibak K. Warwick |
| 1979 | n.o.                                                                               | n.o.                                                                           | —                                                                                | —                                                                                   | 1er tour (1/32) K. Warwick \|\| style="text-align:left;" \| J. Kodeš T. Šmíd       | 1er tour (1/32) K. Warwick \|\| style="text-align:left;" \| A. Gómez R. Ycaza       | 1er tour (1/16) K. Warwick \|\| style="text-align:left;" \| C. Letcher P. Kronk |                                                                               |
| 1980 | n.o.                                                                               | n.o.                                                                           | —                                                                                | —                                                                                   | 2e tour (1/16) R. Case \|\| style="text-align:left;" \| R. Lutz S. Smith           | —                                                                                   | —                                                                               | 1/8 de finale C. Letcher \|\| style="text-align:left;" \| R. Frawley C. Lewis |
| 1981 | n.o.                                                                               | n.o.                                                                           | —                                                                                | —                                                                                   | 1er tour (1/32) C. Letcher \|\| style="text-align:left;" \| P. McNamara P. McNamee | 1er tour (1/32) R. Case \|\| style="text-align:left;" \| D. Ralston R. Tanner       | 1/2 finale S. Krulevitz \|\| style="text-align:left;" \| H. Pfister J. Sadri    |                                                                               |
| 1982 | n.o.                                                                               | n.o.                                                                           | —                                                                                | —                                                                                   | 1/8 de finale R. Simpson \|\| style="text-align:left;" \| M. Edmondson K. Warwick  | —                                                                                   | —                                                                               | 1/8 de finale P. Dent \|\| style="text-align:left;" \| M. Estep T. Giammalva  |
| 1983 | n.o.                                                                               | n.o.                                                                           | —                                                                                | —                                                                                   | 2e tour (1/16) J. Canter \|\| style="text-align:left;" \| J. Fillol F. McMillan    | 1er tour (1/32) J. Canter \|\| style="text-align:left;" \| L. Stefanki R. Van't Hof | 2e tour (1/16) C. Letcher \|\| style="text-align:left;" \| D. Graham L. Warder  |                                                                               |

N.B. : le nom du ou de la partenaire se trouve sous le résultat ; les noms des ultimes adversaires se trouvent à droite.

### En double mixte
| Année | Open d'Australie | Open d'Australie | Internationaux de France | Internationaux de France | Wimbledon | Wimbledon | US Open                                                                       | US Open | Open d'Australie | Open d'Australie |
| ----- | ---------------- | ---------------- | ------------------------ | ------------------------ | --------- | --------- | ----------------------------------------------------------------------------- | ------- | ---------------- | ---------------- |
| 1969  | n.o.             | n.o.             | —                        | —                        | —         | —         | 1/2 finale Kim Jones \|\| style="text-align:left;" \| E. Smylie J. Fitzgerald | n.o.    | n.o.             |                  |

N.B. : le nom de la partenaire se trouve sous le résultat ; les noms des ultimes adversaires se trouvent à droite.